# Siphona mesnili
Siphona mesnili là một loài ruồi trong họ Tachinidae.